# Прусские таблицы
«Пру́сские табли́цы» (лат. Tabulae prutenicae coelestium motuum) — первые в мире астрономические таблицы, рассчитанные на основе гелиоцентрической модели Коперника, изложенной в его труде «Об обращении небесных сфер» (1543). Опубликованы в 1551 году немецким астрономом Эразмом Рейнгольдом, названы «прусскими» в честь герцога Альбрехта Прусского, который поддерживал Рейнгольда и финансировал публикацию таблиц.

## История публикации
Инициатива подготовки новых таблиц исходила от влиятельного лютеранского теолога Меланхтона, который уговорил Рейнгольда заняться этой работой. Рейнгольд преподавал астрономию в Виттенбергском университете по Птолемею. Когда идеи Коперника начали распространяться, Рейнгольд проявил к ним большой интерес; вероятно, сказалась его дружба с Ретиком, учеником Коперника. В 1542 году, за год до публикации труда Коперника, в предисловии к сочинению Пурбаха «Новая теория планет» (Theorica nova planetarum) Рейнгольд одобрительно отозвался о гелиоцентрической системе, хотя не упомянул имени Коперника.
В качестве опорных точек для таблиц Рейнгольд принял меридиан Кёнигсберга и положение Сатурна в день рождения герцога (17 мая 1490 года). Продолжительность тропического года в таблицах считалась равной 365 суткам 5 часам 49 минутам 16 секундам (на 30 секунд больше истинного значения).
Новые таблицы должны были стать заменой «Альфонсовым таблицам», которые были рассчитаны в XIII веке в рамках геоцентрической модели Птолемея (в XV веке они были несколько модернизированы Региомонтаном). Рейнгольд использовал некоторые из астрономических таблиц, содержавшихся в «Альфонсовых таблицах», а также часть таблиц из труда Коперника, в которых исправил несколько вычислительных ошибок. Имя Коперника несколько раз, с уважением и благодарностью, упоминается в связи с его наблюдениями, но ни обсуждения, ни даже упоминания гелиоцентризма в «Прусских таблицах» нет. Рейнгольд, впрочем, подготовил и собирался издать подробный комментарий к книге Коперника, однако эпидемия чумы оборвала его жизнь через два года после издания таблиц (1553), и рукопись была утеряна.

## Роль в истории астрономии
Одним из достоинств «Прусских таблиц» по сравнению с предшественниками было упрощение расчётов. Рейнгольд и другие коперниканцы надеялись, что с переходом на новые таблицы возрастёт также точность расчётов, тем более что Рейнгольд использовал результаты современных ему наблюдений. Однако эти надежды не вполне оправдались; например, Клавиус отметил, что весеннее равноденствие 1586 года предсказано «Альфонсовыми таблицами» с ошибкой 6 часов, а «Прусскими таблицами» — с ошибкой 13 часов. Клавиус, впрочем, использовал «Прусские таблицы» при подготовке календарной реформы 1582 года; в частности, в основу нового календаря было положено рейнгольдовское значение длины года.
Тихо Браге и Кеплер, активно использовавшие таблицы Рейнгольда, обнаружили, что результаты вычисления положения планет по «Прусским таблицам» иногда расходятся с наблюдениями на целых 4—5°. С другой стороны, сближение Юпитера и Сатурна в 1563 году таблицы Рейнгольда предсказали с ошибкой в несколько дней, тогда как «Альфонсовы таблицы» давали ошибку в несколько месяцев.
Существенное повышение точности обеспечили только «Рудольфовы таблицы» Иоганна Кеплера (1627 год), которые учитывали эллиптичность орбит планет и неравномерность их движения. Пьер Гассенди провёл сравнение предсказаний трёх сборников таблиц для события прохождения Меркурия по солнечному диску 7 ноября 1631 года; «Альфонсовы таблицы» дали ошибку в 4° 25', «Прусские таблицы» — 5°, а «Рудольфовы таблицы» — всего 14', то есть в 20 раз меньше.
Таким образом, «Прусские таблицы» стали в истории астрономии важным, но промежуточным этапом.

## Публикации
- 1551: первое издание, Тюбинген. Ввиду большого спроса на книгу в 1562 году была допечатка.
- 1571: второе издание, Тюбинген, под редакцией Мёстлина, будущего наставника Кеплера. Мёстлин добавил послесловие и две страницы с исправлениями.
- 1585: третье издание, Виттенберг.